# Bailliage de Pont-Farvagny
?–1482
Entités suivantes :
- Bailliage de Pont

1482–1798
Entités précédentes :
- Seigneurie de Pont-en-Ogoz

La seigneurie de Pont-en-Ogoz est une seigneurie du canton de Fribourg en Suisse. En 1482, elle devient le bailliage de Pont, qui est renommé bailliage de Pont-Farvagny en 1617.

## Liste des seigneurs
Henri d'Oron, fils d'Amédée, puis son fils Jocerius, sont coseigneurs de Pont-en-Ogoz,.